# NGC 2608
NGC 2608 (другие обозначения: UGC 4484, IRAS08322+2838, MCG 5-20-27, Arp 12, ZWG 149.55, KUG 0832+286, PGC 24111) — спиральная галактика с перемычкой (SBb) в созвездии Рак.
Этот объект входит в число перечисленных в оригинальной редакции «Нового общего каталога», а также включён в атлас пекулярных галактик.
В галактике вспыхнула сверхновая SN 1920A, её пиковая видимая звездная величина составила 11,8. В галактике вспыхнула сверхновая SN 2001bg типа Ia, её пиковая видимая звездная величина составила 14.